# Paris-Roubaix de 1988
A 86.º edição da corrida ciclista Paris-Roubaix teve lugar a 10 de abril de 1988 e foi vencida pelo belga Dirk Demol. A prova contou com 266 quilómetros.

## Classificação Final
| Posição | Ciclista            | Equipa             | Tempo      |
| ------- | ------------------- | ------------------ | ---------- |
| 1       | Dirk Demol          | AD Renting         | 6h 34' 18" |
| 2       | Thomas Wegmuller    | Kas                | + 02"      |
| 3       | Laurent Fignon      | Système Ou         | + 1' 55"   |
| 4       | Stefan Joho         | Ariostea           | m. t.      |
| 5       | Marc Sergeant       | Hitachi            | m. t.      |
| 6       | Corné van Rijmen    | Panasonic          | + 2' 03"   |
| 7       | Gerard Veldscholten | Weinmann-La Suisse | m. t.      |
| 8       | Steve Bauer         | Weinmann-La Suisse | + 2' 34"   |
| 9       | Herman Frison       | Roland             | + 2' 46"   |
| 10      | Johan Lammerts      | Toshiba            | m. t.      |